# Érmindszent
Érmindszent (gyakran helytelenül Érdmindszent) vagy Adyfalva (románul Ady Endre, korábban Eriu-Mețenț) falu Romániában, Szatmár megyében.

## Fekvése
Nagykárolytól 21 km-re délkeletre fekszik, Érkávástól 6 km-re keletre van.

## Története
Érmindszent (ma Adyfalva) nevét 1320-ban említette először oklevél Mendzenth néven.
1414-ben Mindszent, 1430-ban, 1458-ban és 1475-ben Mendzenth, 1733-ban Mint-Szent, 1760-ban Mind-Szent, 1913-ban Érmindszent, 1957-től Adyfalva néven írták. 
Első ismert birtokosai az 1400-as években a Mendzenthi család tagjai voltak. Később a Becsky, Gencsy, Pelei családok és azok leszármazottai, 1779-től pedig Károlyi Antal voltak a település főbb birtokosai. 
1660 nyarán, mikor Várad is a törökök kezére került, a környező településekkel együtt elpusztult Mindszent is, mivel a fennmaradt iratokban már csak mint pusztát tartották számon.
Az 1797 évi hadi összeíráskor főbb birtokosai Pelei Imre és gróf Andrási Károly voltak.
1910-ben 789, lakosa közül 413 magyar, 369 román. 1992-ben 175 lakosból 92 magyar 83 román. A trianoni békeszerződésig Szilágy vármegye Tasnádi járásához tartozott.
Mindszent régi határrészeit: (Nagy-Koltó, Iléd (elpusztult falu), Halom köre, Bencze) és vizeit: (Ér folyó) Ady Endre Séta bölcső-helyem körül című versében örökítette meg.
1957-ben az Adyfalva nevet onnan kapta, hogy Ady Endre egyik híres költőnk 1877. november 22-én itt látott napvilágot. Gyerekkorát itt töltötte Ady, de amikor már tehetősebbek voltak, a telken építettek még egy házat. Ma Romániában megtekinthető a szülőház és az emlékház is, amely Ady Endre életét mutatja be nekünk.

Ady Endre mellszobra a szülőház kertjében

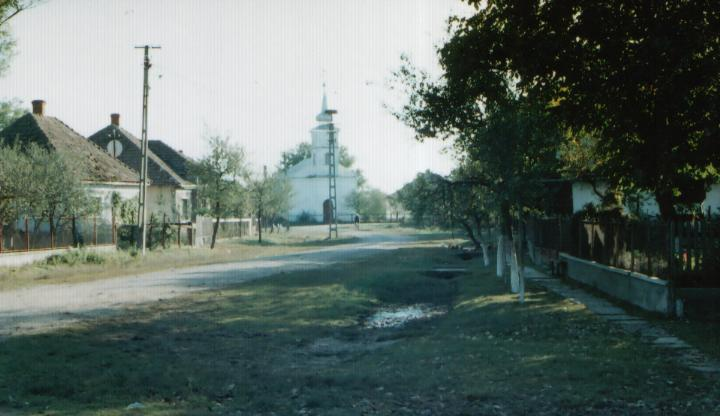
A református templom az Ady-kúria felől nézve

## Ady család kúriája
Az 1907-ben épített Ady-kúria a falu végén áll, 1957 óta emlékmúzeum van benne. Az udvar másik végében található a régi parasztház jellegű épület, melyben Ady született. Ebben a család régi bútorai láthatók.

## Itt született
- Ady Endre 1877. november 22-én.

## Nevezetességei
- Ady Endre szülőháza.

## Képgaléria

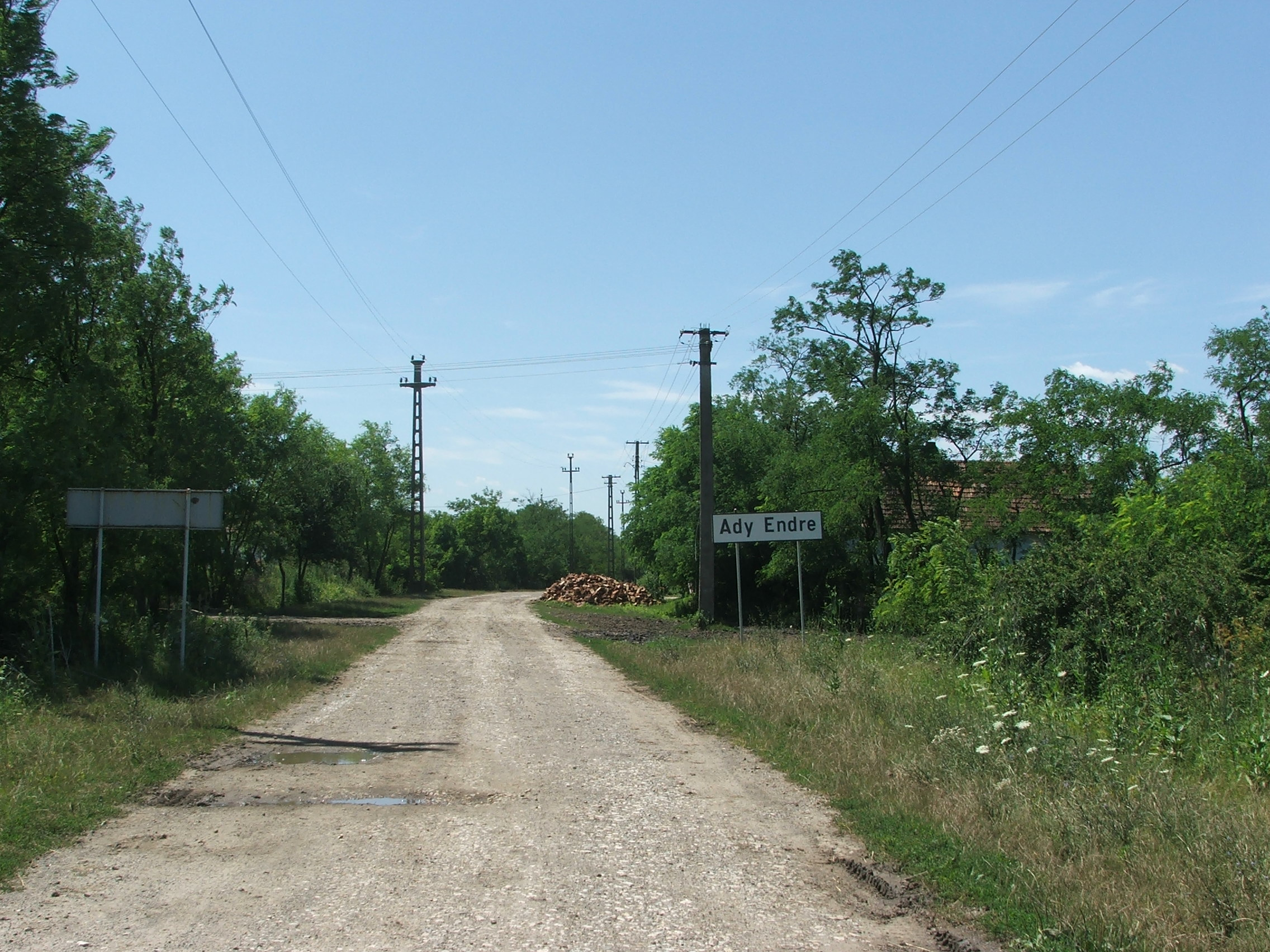
A faluba vezető makadámút
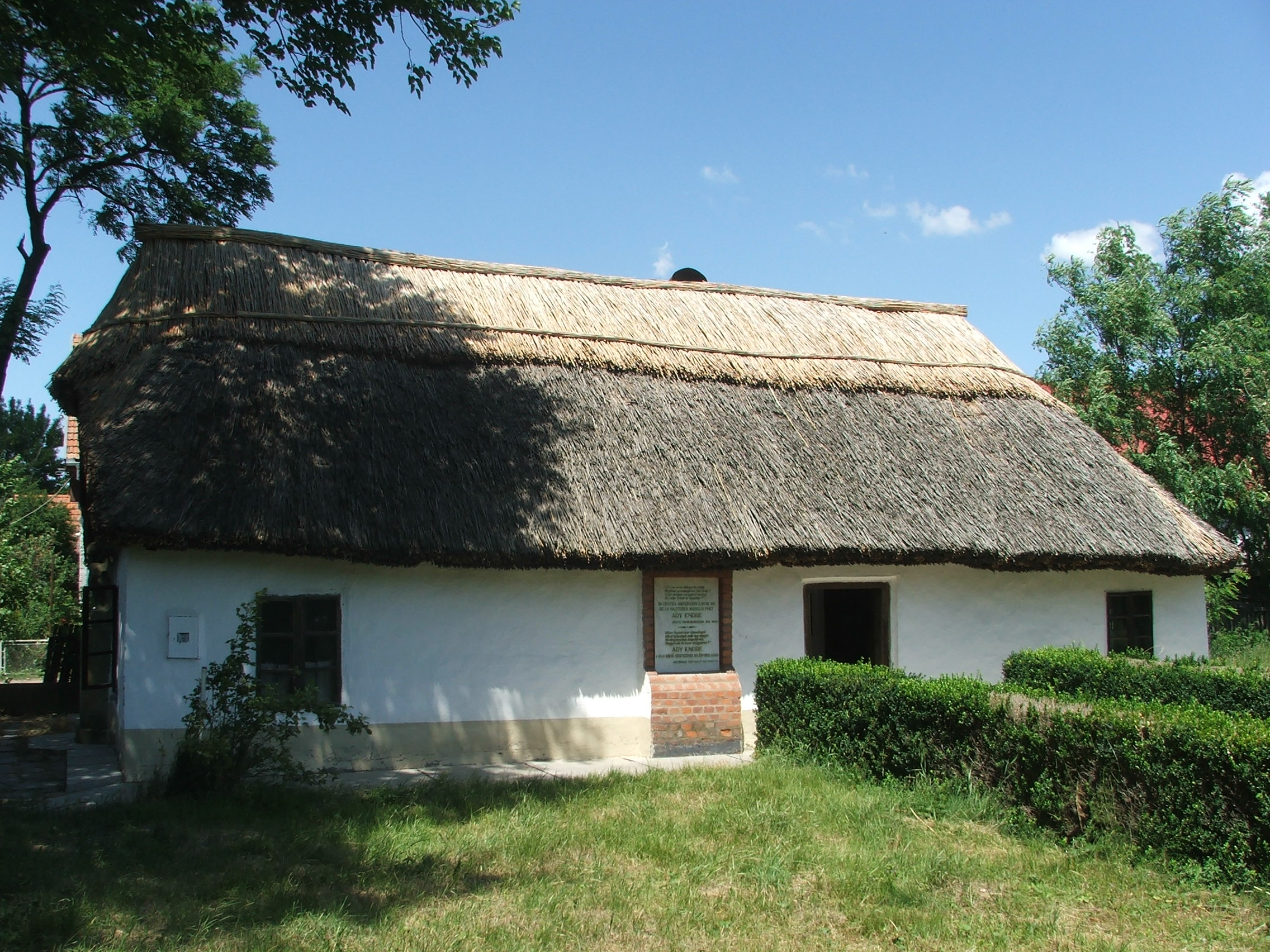
Ady Endre szülőháza
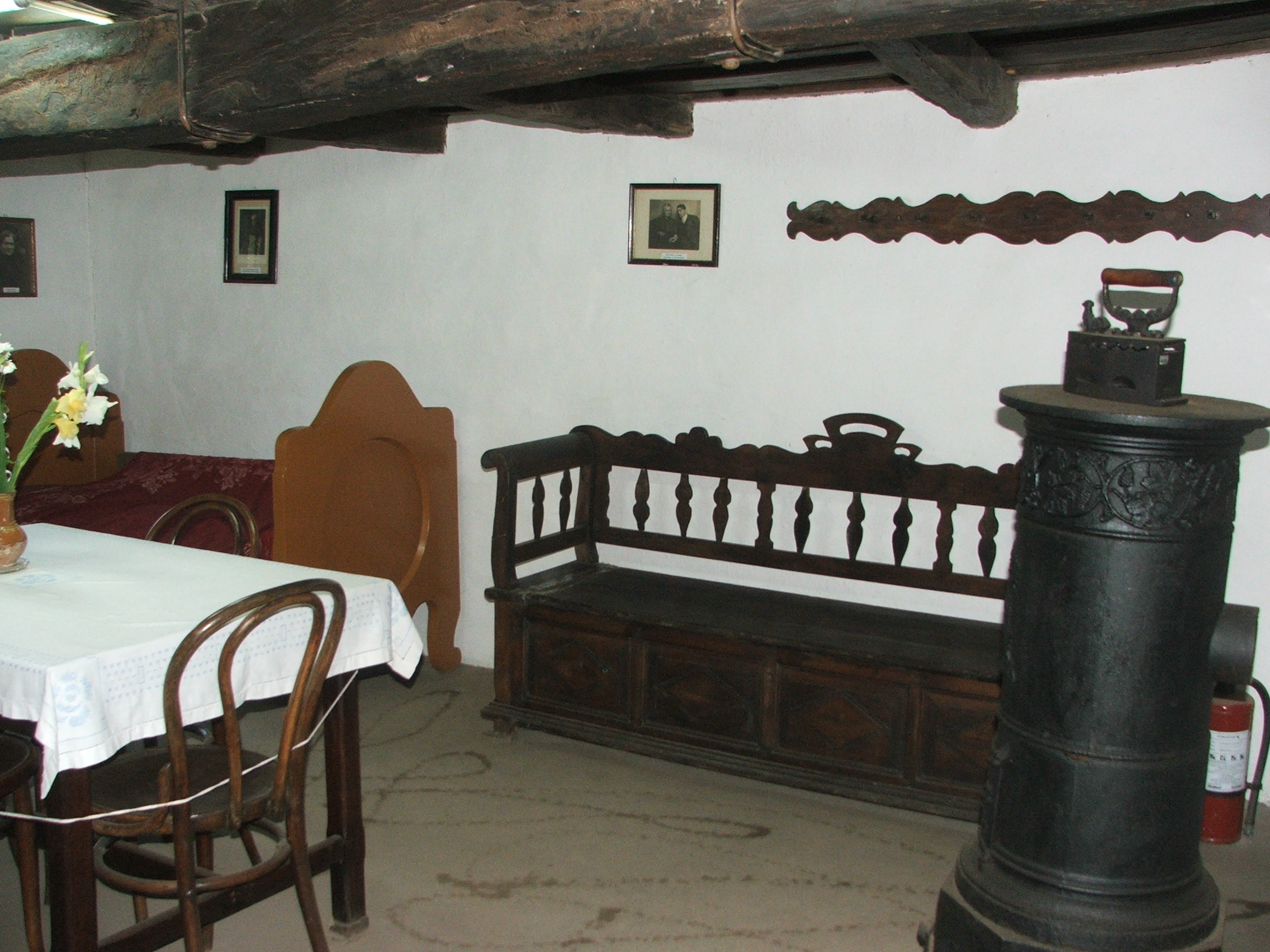
Ady Endre szülőháza, belső
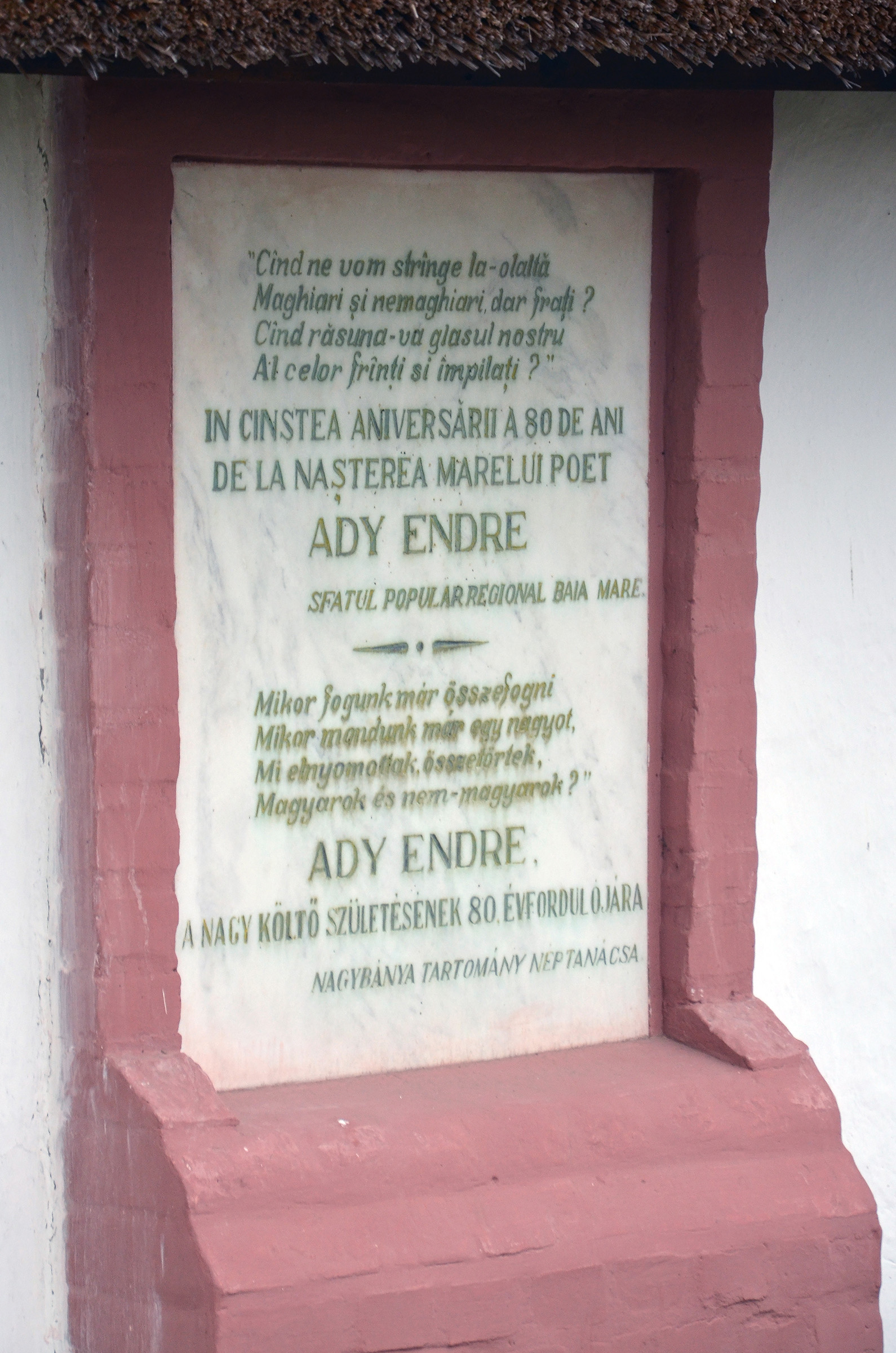
Emléktábla a szülőház falán
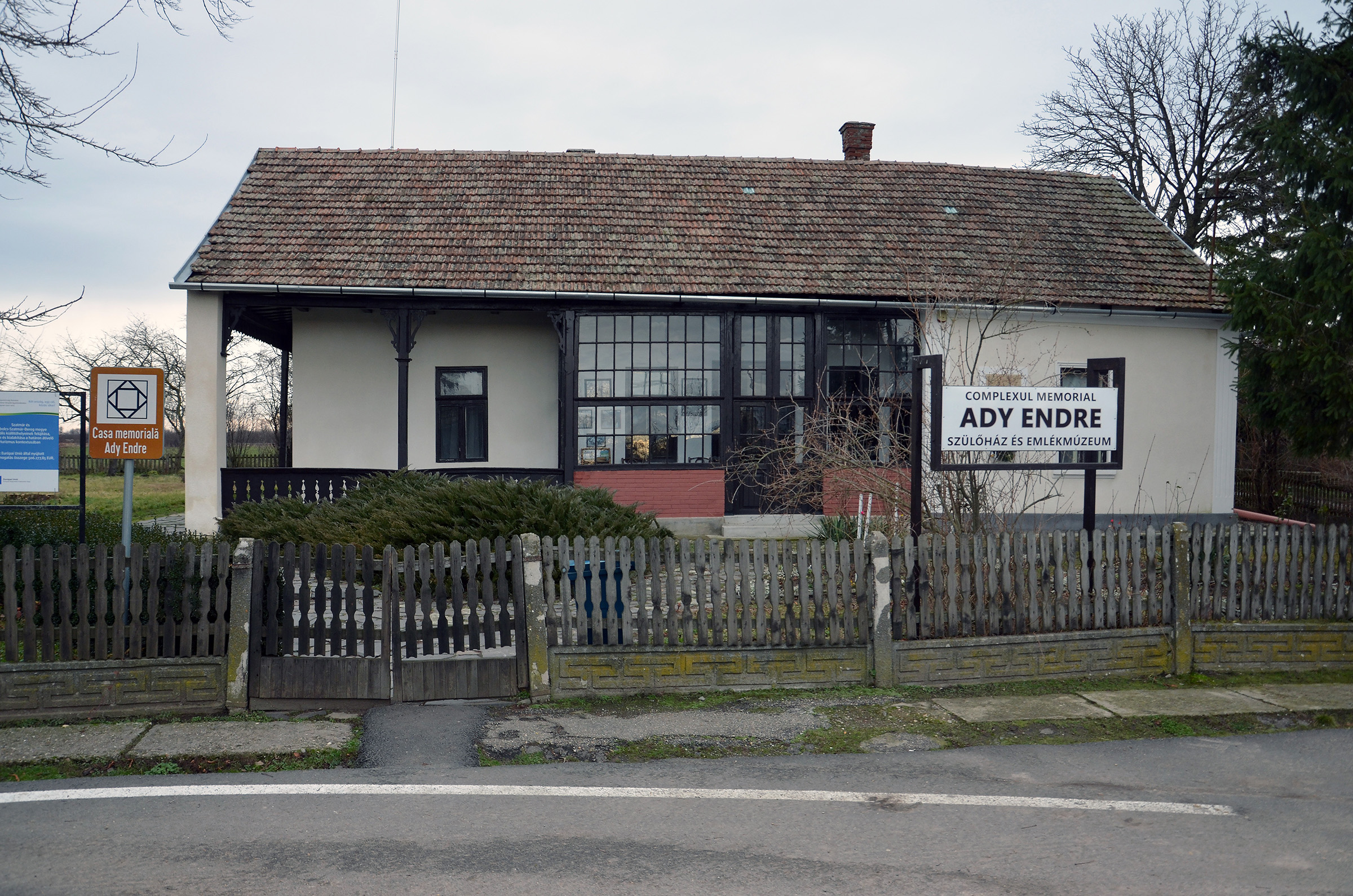
Ady-kúria